# Trite longula
Trite longula là một loài nhện trong họ Salticidae.
Loài này thuộc chi Trite. Trite longula được Tord Tamerlan Teodor Thorell miêu tả năm 1881.